# Datamerica
Datamerica is het debuut- en enige album van de Oostenrijkse industrial metalband Revolter. Het album is uitgebracht in 1996. Een jaar later viel de band uit elkaar.

## Tracklist
| Nr. | Titel                                             | Duur |
| --- | ------------------------------------------------- | ---- |
| 1.  | Full Screen Horror (Verscheen op Alaяmstufe Яot)  | 3:52 |
| 2.  | Bastard                                           | 3:20 |
| 3.  | New Crusadors                                     | 3:52 |
| 4.  | Datahymn                                          | 1:30 |
| 5.  | In Nomine Patris (Verscheen op New Voices Vol. 6) | 3:45 |
| 6.  | Robopriest                                        | 0:26 |
| 7.  | God Is Me                                         | 3:06 |
| 8.  | Observer                                          | 0:40 |
| 9.  | Don't Stare                                       | 3:20 |
| 10. | Albert Fish                                       | 0:23 |
| 11. | Highwaykiller                                     | 4:14 |
| 12. | Flight 13                                         | 2:04 |
| 13. | War                                               | 3:45 |
| 14. | Damn                                              | 6:00 |
| 15. | Wonderful World (Louis Armstrong cover)           | 3:00 |